# Wysoka (powiat strzelecki)
Wysoka (dodatkowa nazwa w j. niem. Wyssoka; niem. Wyssoka, 1933–1945 Hohenkirch) – wieś w Polsce położona w województwie opolskim, w powiecie strzeleckim, w gminie Leśnica. Wieś Wysoka leży na północny zachód od Leśnicy Opolskiej, na północnym stoku grzbietu Chełma.
We wsi znajduje się nieczynny kamieniołom wapieni środkowego triasu (warstwy górażdżańskie)

## Nazwa
Według niemieckiego nauczyciela Heinricha Adamy’ego pierwotnie polska nazwa wsi Wysoka pochodzi od polskiego słowa „wysokość” i oznacza po niemiecku „hochgelegener Ort”, (pol. 'wysoko położona miejscowość'). W 1933 roku zmieniono niemiecką nazwę urzędową na Hohenkirch.

## Historia
W rejonie wsi znane są stanowiska górnego paleolitu. Teren Wysokiej był zasiedlony w okresie średniowiecza. Potwierdza to odkryte tutaj grodzisko z XIII wieku. Pierwszy raz Wysoka została wymieniona w dokumencie Henryka Brodatego z 1234 roku jako „Visoka”. Należała ona wtedy do klasztoru w Czarnowąsach. Kościół w Wysokiej po raz pierwszy wzmiankowano w 1371 roku. W 1421 roku właścicielem Wysokiej był Petrasz Stral. Około roku 1444 wybudowano tutaj drugi kościół. W 1474 roku ówcześni właściciele wsi zostali powieszeni w lesie koło Wysokiej, a ich zamek zburzono. Była to kara za dokonywane przez nich na drogach rabunki, których ofiarą padali kupcy. Wysoka była od 1630 roku przez następne 100 lat własnością rodziny von Gaschin. W 1799 roku właścicielem wioski został Baltazar von Thun.
Według danych z 1817 roku w Wysokiej było 27 zagrodników, 9 chałupników. W 1843 roku wymienia się w Wysokiej następujące obiekty: zamek, folwark, gorzelnię, browar, wapiennik i 4 gospody. Wioska miała także 13 rzemieślników i jednego kupca. Obszar dworski pozostawał własnością rodziny von Thun aż do 1927 roku. Do 1933 roku wioska nosiła urzędową nazwę Wyssoka, później do 1945 roku – Hohenkirch. Na terenie Wysokiej oprócz kościoła parafialnego św. Floriana cennymi zabytkami są również późnobarokowa rzeźba św. Trójcy z 1748 roku oraz murowany wiatrak typu holenderskiego.
W 1910 roku 551 mieszkańców mówiło w języku polskim, natomiast 38 mieszkańców posługiwało się językiem niemieckim. W wyborach komunalnych w listopadzie 1919 roku oddano 88 głosów na listę polską, co pozwoliło na zdobycie 4 z 9 mandatów. W Wysokiej działało gniazdo Towarzystwa Gimnastycznego Sokół”. Podczas plebiscytu w 1921 roku we wsi uprawnionych do głosowania było 405 mieszkańców (w tym 84 emigrantów). Za Polską głosowało 108 osób, natomiast za Niemcami 288 mieszkańców. W III powstaniu śląskim miejscowość 7 maja została zajęta przez baon prudnicki Jana Faski z Podgrupy „Bogdan”. Tego samego dnia, w wyniku niemieckiego kontrataku, Wysoka została chwilowo utracona. Ponownie zdobyto ją 8 maja. 21 maja, podczas wielkiej ofensywy z Gogolina w kierunku Góry św. Anny wieś została ostatecznie zajęta przez Niemców.
W latach 1975–1998 miejscowość należała administracyjnie do województwa opolskiego.

## Rozwój liczby mieszkańców Wysokiej
- 1817: 244 mieszkańców
- 1910: 589 mieszkańców
- 1996: 417 mieszkańców

## Zabytki
Do wojewódzkiego rejestru zabytków wpisane są:
- kościół par. pw. św. Floriana, z XV/XVI, l. 1933-1934, wypisany z księgi rejestru
- domy nr 20 (d. 24), nr 46 (d. 26), z XVIII/XIX w., nie istnieją.